# Serra d'Arbul
La Serra d'Arbul és una serra del terme municipal de Tremp, del Pallars Jussà, dins de l'antic terme de Fígols de Tremp, tot i que el seu extrem meridional entra també en el terme municipal de Castell de Mur, dins del territori de l'antic terme de Mur. Està situada a la part sud-oest del gran municipi de Tremp, i a la part central-meridional de l'antic terme al qual pertanyia.
En el seu terç inferior la Serra d'Arbul conté les restes del Castell d'Arbul, del santuari de la Mare de Déu d'Arbul, i de la casa Miravet d'Arbul. Als peus de la serra, en el seu extrem meridional, ja dins del terme de Castell de Mur, hi ha la masia de Casa Auberola, amb l'església de Santa Margarida.
En el seu extrem nord enllaça amb la Serra de Montllobar.